# Seeberg Straße

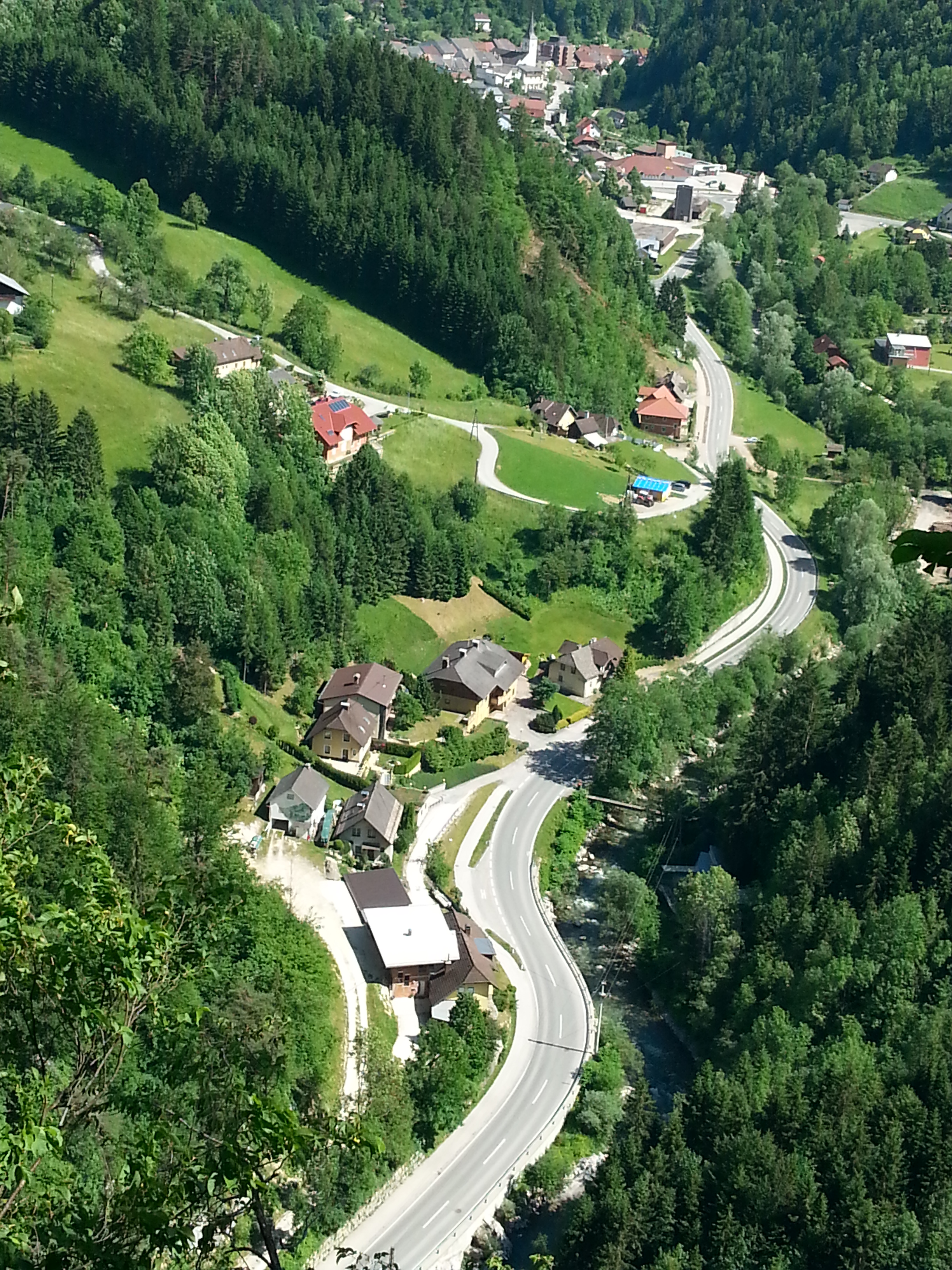
Seeberg Straße im Vellachtal, im Hintergrund Eisenkappel

Die Seeberg Straße (B 82) ist eine Landesstraße in Österreich. Auf einer Länge von 64,9 km führt sie im östlichen Kärnten von Sankt Veit an der Glan über Brückl, Völkermarkt an der Drau und Bad Eisenkappel durch das Vellachtal hinauf zum namensgebenden Seebergsattel auf der Staatsgrenze nach Slowenien.

## Geschichte
Die Kappler Straße war im 18. und 19. Jahrhundert eine wichtige Straßenverbindung zwischen den österreichischen Kronländern Kärnten und Krain und galt deshalb als Reichsstraße. 1854 bestanden auf Kärntner Seite zwei Mautstationen in Eisenkappel und Vellach, die der Staatskasse lediglich 2.180 Gulden einbrachten. Ab 1901 wurde die Kappler Reichsstraße auf Kosten des Innenministeriums neu trassiert.
Der südliche Streckenabschnitt, die 40 km lange Kappler Straße, gehört zu den ehemaligen Reichsstraßen, die 1921 als Bundesstraßen übernommen wurden. Bis 1938 wurde die Kappler Straße als B 33 bezeichnet, nach dem  Anschluss Österreichs wurde die Kappler Straße bis 1945 als Reichsstraße 335 bezeichnet. Ab 1948 wurde diese Strecke als Eisenkappler Straße bezeichnet.
Der nördliche Streckenabschnitt, die 28 km lange St. Veit-Völkermarkter Straße (B 83), gehört seit dem 1. Jänner 1951 ebenfalls zum Netz der Bundesstraßen in Österreich. Dieser Streckenabschnitt besteht aus zwei ehemaligen Kärntner Landesstraßen:
- Die Trixner Straße zwischen Völkermarkt und Brückl gehörte schon seit dem 1. Jänner 1872 zum Netz der Kärntner Landesstraßen.[4]
- Die St.Veit-Brückler Straße wurde durch das Kärntner Straßengesetz vom 21. Mai 1890 zur Landesstraße erklärt.

Nach dem Anschluss Österreichs wurden diese beiden Straßen im Zuge der Vereinheitlichung des Straßensystems am 1. April 1940 in eine Landstraße I. Ordnung umgewandelt und als L.I.O. 19 bezeichnet.
Das Bundesstraßengesetz von 1971 vereinigte beide Streckenabschnitte zu einer durchgehenden Bundesstraße (B 82), die seitdem als Seeberg Straße bezeichnet wird.